# Kirchhorster See
Kirchhorster See – niewielki zbiornik powyrobiskowy w Niemczech w miejscowości Kirchhorst w pobliżu Hanoweru. Ma powierzchnię 4,8 ha i maksymalną głębokość 7,5 m. Jezioro powstało pod koniec lat pięćdziesiątych podczas budowy autostrady A7. Nad jego brzegami znajdują się tereny rekreacyjne z plażą i pomostem o powierzchni 2,1 ha, które uruchomiono w czerwcu 1969 roku.